# Il bacio del bandito
Il bacio del bandito (The Kissing Bandit) è un film del 1948 diretto da László Benedek e interpretato da Frank Sinatra e Kathryn Grayson.

## Trama
Nel 1830, in California, quando questa apparteneva ancora alla Spagna, l'oste Chico attende con ansia l'arrivo da Boston di Ricardo, il figlio del suo vecchio capobanda, un bandito conosciuto con il soprannome di Kissing Bandit che lui crede gli sia stato mandato per riprendere le vecchie attività criminose. Ricardo, al contrario, non solo è ignaro di tutto, ma dimostra pure scarse attitudini per la professione del padre. Chico e i suoi, decisi a far imparare il mestiere al giovane, lo vestono come il padre e lo spingono a distrarre i derubati durante le rapine baciando le donne. Quando però viene assalita la diligenza che trasporta Teresa, la figlia del governatore, Ricardo - affascinato e intimidito dalla ragazza - non riesce a baciarla, lasciandola delusa e convinta di non essere abbastanza bella per farsi apprezzare dal fascinoso Kissing Bandit. Ricardo, invece, ormai innamorato di lei, si espone al rischio di farle una serenata facendosi poi inseguire dagli uomini del governatore che ha ordinato il suo arresto, offeso perché lui non ha baciato la figlia.
Intanto, dalla Spagna sono arrivati due alti funzionari incaricati di riscuotere le tasse della California. I due, il conte Belmonte e il generale Torro, prendono alloggio nella locanda di Chico dove sono rapinati dai banditi che, scoperta l'identità delle loro vittime, trafugano loro una lettera di presentazione per il governatore. Chico e Ricardo, travestiti, si presentano così a don Josè. Mentre Ricardo inizia il suo idillio con Teresa, Chico si mette a corteggiare Isabella, la sorella di don Josè. Le cose si mettono così bene che i due finiscono per rivelare la loro vera identità. In tal modo, quando dal governatore arrivano i due spagnoli, che sono riusciti a fuggire dai loro sequestratori, la cosa risulta di nessun interesse per don Josè, ormai grande amico dei due ex banditi che stanno per diventare uno suo cognato, l'altro suo genero.

## Produzione
Il film fu prodotto dalla Metro-Goldwyn-Mayer (MGM).

### Musica
Orchestrata e arrangiata da Leo Arnaud, Paul Marquardt e Albert Sendrey, la colonna sonora fu affidata alla direzione musicale di George Stoll. Le musiche addizionali sono di Scott Bradley e di André Previn.

#### Canzoni
- Tomorrow Means Romance (musica di Nacio Herb Brown, parole di William Katz)
- What's Wrong with Me? (musica di Nacio Herb Brown, parole di Earl Brent)
- Love Is Where You Find It (musica di Nacio Herb Brown, parole di Earl Brent)
- Señorita (musica di Nacio Herb Brown, parole di Earl Brent)
- I Steal a Kiss (musica di Nacio Herb Brown, parole di Edward Heyman)

#### Coreografia
- Stanley Donen diresse le scene di danza
- Il balletto della Fiesta fu creato da Robert Alton

## Distribuzione
Il copyright del film, richiesto dalla Loew's Inc., fu registrato il 10 novembre 1948 con il numero LP1942. Distribuito dalla Metro-Goldwyn-Mayer (MGM), il film fu presentato in prima a New York il 18 novembre 1948, per uscire nelle sale statunitensi nel gennaio 1949. In Svezia, con il titolo Banditen som kysstes, fu distribuito il 5 marzo 1949; in Finlandia, come Naisten rosvo, il 24 marzo 1950 e poi, in una nuova distribuzione, il 22 gennaio 1965. Ribattezzato Le Brigand amoureux, uscì anche in Francia il 30 maggio 1952.
Nel 1995, la MGM/UA Home Entertainment ne ha curato l'uscita in VHS mentre, nel 2004, la ClassicLine lo ha fatto uscire in Brasile in DVD.
Il film non ebbe successo ed è ricordato come uno dei più grandi flop della MGM e uno dei punti più bassi della carriera di Sinatra e della Grayson.